# Хикс, Индия
И́ндия Ама́нда Кэ́ролайн Хикс (англ. India Amanda Caroline Hicks; 5 сентября 1967, Лондон, Англия, Великобритания) — британская фотомодель и дизайнер по интерьеру.

## Биография
Индия Аманда Кэролайн Хикс родилась 5 сентября 1967 года в Лондоне (Англия, Великобритания) в семье дизайнера по интерьеру Дэвида Найтингейла Хикса (1929—1998) и аристократки леди Памелы Хикс (род. 1929), которые были женаты в 1960—1998 года (до смерти её отца). У Индии есть старшие сестра и брат — фотомодель Эдвина Браднелл (род. 1961) и писатель Эшли Хикс (род. 1963).
Начала свою карьеру в качестве фотомодели в 1984 году, работая в Италии. Позже Хикс стала дизайнером по интерьеру и появилась во многих телевизионных шоу, связанных с ремонтом.
Состоит в фактическом браке с хозяином гостиницы Дэвидом Флинтом Вудом. У пары есть четверо детей, три сына и дочь — Феликс Остин Флинт Вуд (род. 23 мая 1997), Эймори Джон Флинт Вуд (род. 25 июня 1999), Конрад Лоренцо Флинт Вуд (род. 25 апреля 2003) и Домино Кармен Флинт Вуд (род. 17 декабря 2007).